# Gajah
Gajah (pol. Słoń) – drugi album studyjny indonezyjskiego piosenkarza i autora tekstów Tulusa. Został wydany 19 lutego 2014 roku nakładem wytwórni muzycznej TulusCo, założonej przez Muhammada Tulusa i jego brata Riri Muktamara w 2010 roku.
W lipcu 2024, album zajął 8. pozycje na indonezyjskiej liście iTunes. Podczas 18. ceremonii rozdania nagród Anugerah Musik Indonesia, album wygrał dwie nagrody w kategoriach: „najlepszy popowy album” oraz „album najlepszy z najlepszych”. Wydawnictwo było również nominowane na „album roku” podczas pierwszej ceremonii Indonesian Choice Awards.
Album dostępny jest w sprzedaży, w wersji 1 CD.

## Lista utworów
Opracowano na podstawie materiałów źródłowych:
Za produkcję wszystkich utworów odpowiada Ari Renaldi.
| # | Utwór                        | Tekst                          | Czas  |
| - | ---------------------------- | ------------------------------ | ----- |
| 1 | Baru                         | Muhammad Tulus, Ferry Nurhayat | 2:58  |
| 2 | Bumerang                     | Tulus                          | 3:58  |
| 3 | Sepatu                       | Tulus                          | 3:39  |
| 4 | Bunga Tidur                  | Tulus                          | 3:31  |
| 5 | Tanggal Merah                | Tulus                          | 2:22  |
| 6 | Gajah                        | Tulus                          | 3:59  |
| 7 | Lagu Untuk Matahari          | Tulus                          | 3:41  |
| 8 | Satu Hari di Bulan Juni      | Tulus                          | 3:15  |
| 9 | Jangan Cintai Aku Apa Adanya | Tulus                          | 3:49  |
|   |                              |                                | 31:11 |

## Wyróżnienia
| Rok  | Nagroda                        | Kategoria                               | Rezultat  | Źr.   |
| ---- | ------------------------------ | --------------------------------------- | --------- | ----- |
| 2024 | Indonesian Choice Awards       | Album roku                              | Nominacja |       |
| 2024 | Tempo                          | Top 9 indonezyjskich albumów muzycznych | Wygrana   |       |
| 2024 | Hai Reader's Poll Music Awards | Najlepszy album                         | Wygrana   |       |
| 2025 | Anugerah Musik Indonesia       | Album najlepszy z najlepszych           | Wygrana   | [ 3 ] |
| 2025 | Anugerah Musik Indonesia       | Najlepszy album popowy                  | Wygrana   | [ 3 ] |